# Stazione di Aboshi
La stazione di Aboshi (網干駅?, Aboshi-eki) è una stazione ferroviaria del quartiere di Aboshi-ku della città di Himeji, nella prefettura di Hyōgo in Giappone. Si trova sulla linea principale Sanyō, ed è servita dai treni locali e rapidi.

## Linee e servizi
JR West
■ Linea principale Sanyō

## Caratteristiche
La stazione è dotata di un marciapiede a isola e uno laterale con tre binari in superficie.
Fermano in media circa 4 treni all'ora durante il giorno, di cui 2 aventi origine e termine in questa stazione.
| 1 | ■ Linea principale Sanyō |  | per Himeji, Kōbe e Osaka |
| 2 | ■ Linea principale Sanyō |  | per Banshū-Akō e Okayama |
| 3 | ■ Linea principale Sanyō |  | per Himeji, Kōbe e Osaka |

## Stazioni adiacenti
| «                      | Servizio               | »                      |
| Linea principale Sanyō | Linea principale Sanyō | Linea principale Sanyō |
| ---------------------- | ---------------------- | ---------------------- |
| Harima-Katsuhara       | Locale Rapido Speciale | Tatsuno                |